# Hokkaidoïta
La hokkaidoïta és un mineral de la classe dels minerals orgànics.

## Característiques
La hokkaidoïta és un compost orgànic de fórmula química C₂₂H₁₂. Va ser aprovada com a espècie vàlida per l'Associació Mineralògica Internacional l'any 2023, i encara resta pendent de publicació. Cristal·litza en el sistema monoclínic.
Les mostres que van servir per a determinar l'espècie, el que es coneix com a material tipus, es troben conservades a les col·leccions mineralògiques del Museu Nacional de la Natura i la Ciència de Tòquio (Japó), amb els números d'espècimen: nms-m49763 i nms-m49765.

## Formació i jaciments
Va ser descrita a partir de les mostres recollides a Hokkaido, al Japó, com retament a la mina de mercuri d'Aibetsu, a la localitat d'Aibetsu-chō, dins la subprefectura de Kamikawa, i al llac Shikaribetsu, a la localitat de Shikaoi, dins la subprefectura de Tokachi. Aquests dos indrets són els únics de tot el planeta on ha estat descrita aquesta espècie mineral.